# ネルケと伝説の錬金術士たち 〜新たな大地のアトリエ〜
『ネルケと伝説の錬金術士たち 〜新たな大地のアトリエ〜』（ネルケとでんせつのれんきんじゅつしたち あらたなだいちのアトリエ）は、コーエーテクモゲームスのガストブランドより2019年1月31日に発売されたのゲームソフト。対応プラットフォームはPlayStation 4・PlayStation Vita・Nintendo Switch・PC(Steam)。また、PS Vita対応ソフトとしては最後のアトリエシリーズであり、ガストブランドタイトルに於いても本作が最終タイトルとなる。

## 概要
錬金術を題材にした『アトリエシリーズ』の生誕20周年記念作品。
主人公が担当管理官を務める辺境の村に歴代作品から様々なキャラクターが集結し、彼らの力を借りて村を発展させていく。
本作でのキャラクターデザインは『不思議』シリーズでキャラクターデザインを担当したNOCOが担当、歴代キャラクターもNOCOによるリデザインが行われている。

## ゲームシステム
ゲームの流れ
本作での目的は、街に赴任した主人公の目的である「村を発展させる」事。実現の為、敷地に畑や店やアトリエなどを配置し、アトリエで作ったアイテムを売って得た金銭を元手に、村に建物や施設を整備して、多くの人が集まる魅力的な街へと育てていく。
課題未達成によるタイムオーバーも健在で、その時間の区切りはシリーズでもとりわけ細かい。
主に人口を増やすのが当面の目的になりやすい。人口には上限があり、後述する課題の達成や区画の拡張などによって大きく増加する。
作中時間は１週間を「ターン」という単位で区切っており、現在が何月かなどは一切考慮されない。一週間は平日と休日に大別されており、それぞれでとれる行動が異なる。ターン経過は休日になる前で、ターン終了時には収支などの報告が入る。
報告では、その週の収支と人口増加、街の運営状態、各キャラの貢献度ランキングが表示される。収支報告では、依頼達成による臨時収入と店の売り上げを収入、雇用費・建築費・研究費などを支出として算定される。店の種類が増えてくるとそれぞれどのくらい売り上げが発生したかが表示されるが、このバランスが取れてないと支持率が下がってしまう場合がある。
基本操作は、各パートメインメニューでセレクトボタンまたは－ボタンでセーブなどのシステムメニュー、スタートまたは＋ボタンで情報メニューが展開される。情報メニューはメインメニューでなくても展開できる。
画面に表示される情報は複数に渡っている場合があり、右スティックを左右に倒すことで切り替えることができる。
ちなみに、アイテムの価値や技術レベルは本作独自の基準が設定されている。例えば薬品カテゴリだけで見ても、最高の回復アイテムである「エリキシル剤」は中間素材である「純粋なる毒」より価格もレベルも低い。高度な中間素材である「賢者の石」は普通に価値が高い。
休日行動
実施可能な行動は主に訪問・調査・研究。12コマの時間があり、訪問と調査はこの時間を消費する。何もせず終了することもできるが、本作では休憩要素がないので行動時間切れでなければ特にメリットはない。
訪問
2コマ消費して加入した主要キャラの下を訪れる。基本的に、戦闘メンバーに加えるには一度訪問する必要がある(戦闘メンバーに加わらなくても他の行動は可能)。イベントが一つもない場合は実行不可。
アイコンによってどんなイベントを把握することができ、会話・好感度アップ・依頼・ランドマークレシピ入手の四つがある。会話は主に担当キャラのみ経験値が上昇し、イベントを進めるとスチルの表示やスキル習得などが発生する。
また、好感度アップイベントの場合は別のキャラがいる時があり、同伴者もその効果対象となる。
調査
従来の外出に当たる。調査に費やされる時間は残り時間全てで、実行するとその日は終わる。残り時間が多いほど多く調査を行えるため、多くの素材を入手しやすくなる。
調査に当たって、まず調査地域を選び、その中からさらに調査エリアを選択する。エリア選択時、メニューから入手可能なアイテムと出現する敵を確認できる。なお、入手可能アイテムは敵がドロップするアイテムも含まれる。
調査場所は7つのエリアに分かれており、エリアが進むごとに敵のレベルが上昇していく。また、調査地域が後のものになるほど開拓に必要な費用も増加する。調査をするには、まずお金を払って調査ルートを開拓する必要がある。調査ルートの開放以外にも、そのエリアにおける戦闘能力や獲得経験値のアップ効果を付与する開拓も可能。開拓は全てエリアごとで個別。
主に、第3エリアには後述するようなゴールでの戦闘が、第5エリアには強敵が、第6エリアには素材が存在せずその探索場所最高レベルの雑魚敵が、第7エリアには敵が存在せず大量の素材が配置されている。第3エリアには中ボスクラスの敵が配置されている場合もある。
移動は自動で行われる。左端から開始し、右端がゴールとなる。時間切れにならずにゴールにつくとボーナス素材入手もしくはボスなどの戦闘が発生し、次のエリアの調査が可能となる(戦闘の場合は勝利する必要あり)。移動中に回復などはできない。
敵とエンカウントするポイントは基本的に2か所で、エリアによってはこれにゴールが追加される。ゴール以外のエンカウントポイントではランダムに道具による採取が発生する場合がある。採取するにはその内容に応じたアイテムが必要となり、1コマ分時間を消費する。採取を行うか否かは任意に選択可能。
移動は徒歩とダッシュを切り替えることができる。その日一度も訪問していない限りは徒歩での踏破は無理。なので、適度にダッシュをして時間を短縮する必要があるが、採取ポイントは採取せずにスルーしてしまいエンカウントポイントは戦闘が若干不利になる。採取が発生するエンカウントポイントは特にペナルティなし。なお、開拓＋全域でダッシュをしても5コマは必要となる。
画面右上には位置を表すバーが表示されており、どのあたりで採取やエンカウントが発生するかは固定。バーには目盛りがある為、イベントポイントを見極めて発生しない区間を狙ってダッシュすることで時間短縮と素材回収を両立できる。エンカウントポイントで戦闘が発生するか採取が発生するかは入った時点で確定しており、採取の場合はバーが少し短くなる。
研究
素材とお金を費やして様々な研究を行い、ターン経過によってその成果物を得ることができる。時間経過はなく、研究中でも行動に制限はない。
実行には特定の錬金術士が1人または2人必要となり、未登場である場合はその枠が「？」となっている。また、開発には必要な素材とお金が存在していることに加え、関連する錬金術士の好感度の合計が一定以上必要な場合が多い。特定の区画が解放済みであるという条件もある。
グランツヴァイトの樹調査に必要なアイテムの他、高度な建物を建築するのに必要なアイテムのレシピ開発・より上位のアイテムの開発などができる。前段階の研究の場合もあり、こちらは他に比べると必要ターン数が少なく、別の素材が入手できる。
開発は主に3つ。それぞれ3列のツリー状になっており、左から順に開発していく必要がある。複数の研究を基にしている項目は、元となっている研究をすべて完了していないと選択不可。
イベントの進行で、緊急事態が発生する場合があり、一定ターン以内に専用の研究を実行する必要がある。解決に使用されるのが各作品ですでに作られたものであるためか、この研究のみ実行した時点ですぐに終わる。イベント最終日の平日が終わると判定が行われ、成功すると特定区域内にいる全員の好感度と支持率が大きく上昇し、失敗すると逆に下がる。
平日行動
平日は、建築と仕事の指示ができる。主人公のネルケは書類仕事に追われており、過程を細かく観察することはできない。こちらは施設の建築以外に行動回数の制限はない。街づくりの方向性には特に制限はなく、自由に様々な街が作れる。ただし、上記の通り販売額がアンバランスだと支持率が減ってしまうため、販売物の調整でバランスが取れないほど極端な構成にはしづらい（減少分をチャラにできるほど黒字・依頼達成を連続していれば維持可能）。
平日を終了すると、町中の声という形でおおよその仕事の成否を伺うことができる。また、この時にランダムで何かしらのイベントが発生する他、条件を満たしていると緊急事態が発生する(こちらは確定で発生)。
ランダムイベントは主に錬金術士の元に別の錬金術士を派遣するパターンとモンスターを撃破するパターンがある。前者は錬金術士のみで、後者はネルケ・ミスティ・クノスは固定で残りは戦闘メンバーに選択できるキャラのみ。どちらにせよ、対象となった2名は友好度が上昇する。
建築
開拓済みの敷地に任意の施設を建てる。もちろんお金が必要な他、建材が必要な場合がある。また、区画ごとにキャパシティが決まっており、その範囲内でなければならない。キャパシティは各区画の拡張によって増える。完了にはターン経過が必要。1ターンに施設を建築できる数は決まっており、その回数は研究の進行で増やすことができる。
ベンチや植木など、サブの建造物もある。これは設置するとその区画内で特定の効果を得ることができる。1ターンに設置できる数に限りはなく設置したターンに効果を発揮するが、施設に比べるとキャパシティの消費量が多い。
錬金術士と仲良くなると、ランドマークという施設が建築可能となる。売上アップ以外にも採取数・販売数の増加や雇用費・建築に必要なターン数の減少など、区画が限定されることが多いが特殊な効果を得ることができる。建造に必要なお金と素材とターン数が多め。最初の建造時、その施設に関して提案した錬金術士との会話が発生する。
建築済みの敷地が増えると敷地を拡張できる。新区画の開拓と開拓済み区画の拡張があり、一部の区画開拓は専用の研究が完了している必要がある。開拓にはお金と1ターンの経過が必要。
施設には入り口に当たる方向が決められており、建築にあたって施設に見当たったサイズの土地であることに加えて入口方向の面がすべて道に面している必要がある。道は敷地ごとに四辺のいずれかに設定されている本道の他、本道から繋がるように道を敷くことで増やすことができる。
建築済みの施設・建造物はすべて、区画内に限り自由に移動させることができる。移動に当たって、正しい建築場所でありさえすれば時間を含めた一切のコストは不要。また、撤去も可能であり、こちらも一切コスト不要。配置済みの店につながる道は撤去できないが、改築は可能。そのターンに建築を開始した建造物であれば、確定済みでも撤去することで消費した建築回数を回復できる（消耗したアイテム・資金はそのまま）。
各地区には発展度があり、一定以上増加することで街・都市へとグレードアップする。
条件を満たすとより大きいサイズの施設を建築できるようになる。サイズは3段階あり、大きくなると妖精さんを雇うことができる。スペースとお金・素材さえあれば、改築によって建築回数制限の影響を受けず既存の建築物を色を変えたり大きいサイズのものに変更できる(小さいサイズへの変更は不可)。ただし、ターン経過は必要で、改築中の施設は使用不可能。
最終的にメニュー下端にある「確定」を選択することで、それまでに行ったすべての処理を確定させる。確定せずにキャンセルすることでリセットすることもできる。
仕事
栽培・販売・調合・派遣があり、任意のキャラを割り当てることで実行される。栽培と販売はキャラを割り当てなくても臨時のお手伝いさんが行ってくれるが、その効果は半分以下な上に後述する妖精さんを配置できない。
仕事の成果は基礎値は対象と割り当てられたキャラのステータスによって固定であるが、ランダムで失敗や大成功などによって効果の増減が発生する場合がある。
調子が良ければ喜んでいるようなマークが、在庫不足などで完遂不可能な内容があれば困ったようなマークが表示される。
在庫はすべてそのターンの仕事開始時の物のみが参照され、同時期に作成・採取したアイテムは次のターンからしか使えない。
調合以外はは、配置されたキャラの適性に応じて仕事量が設定され、それをアイテムごとに設定された倍率で割った数だけ処理する形。高度なアイテムほど倍率が高く、入手数・販売数が減少する。また、これにランドマークの効果が加わった数が、処理数として表示される。
- 栽培：発見済みの素材1種を毎ターン入手できる。ターンごとの入手数に上限はあるが、無尽蔵。栽培施設は花畑・野菜畑・林・牧場があり、アイテムによって対応する施設が異なる。生物そのもの・鉱石類・竜素材など栽培不可なものもある。唯一住人を割り当てなくてもある程度機能を発揮する。
- 販売：手持ちのアイテムを売りに出すことができる。販売数と価格からそのターン獲得できる金額が分かる。当然、在庫が切れればそこで終了。食品店・雑貨屋・武器屋・服飾店・薬屋があり、こちらも売り出せるものが異なる。住人を割り当てなくても売ってはくれるが、最も価値が低いアイテムを1つだけしか売ってくれないのでないに等しい。
- 調合：アトリエに配置された錬金術士にアイテムの調合を依頼する。各キャラの錬金レベルがアイテムより低いと失敗しやすくなる。アイテムにはコストがあり、ターンごとに錬金術士のキャパシティまでしか作成できない。レベルアップにより、コスト減少やキャパシティ増加が発生して調合可能数が増える。
- 派遣：ゴール到達済みのエリアにキャラを派遣してアイテムの採取を行える。敵味方のレベルは無関係だが、戦闘は発生しているらしく撃破による素材も追加される。1エリアにつき、5人まで派遣できる。

妖精さんは雇用費が必要であるが、確率で在庫消費なしで成果を一定数増やすことができる。また、派遣は不対応。施設が大きいほど雇える妖精さんの数が増える（最大2人）。最初は効果の低い新人しか雇えないが、雇用し続けることでより上位の妖精さんを雇えるようになる。なお、妖精さんによる成果は不確定要素としてアイテム一覧画面での入手数や運営情報での収益には反映されない。
調合委任
イベントが進むとが行えるようになる。これは最大10枠まで、任意のアイテムを複数の錬金術士にまとめて依頼することができる。また、その素材に調合アイテムがある場合、全て採取で入手できるアイテムだけで成り立つように掘り下げられる。
担当できるのは各枠10人までで、その時点の調合キャパシティを限界まで使う（素材の在庫は考慮されない）。1人が複数の枠を担当することもできるが、キャパシティが減っているので後に選ぶものほど作成数は少なくなる。
調合枠は通常の調合と共有であるため、キャパシティが足りていても調合枠が足りない場合は選択ができない。また、調合委任で作られるアイテムを同じキャラに追加で依頼する場合、別の枠を使用する必要がある。なお、全てのアイテムは10枠に収まるようになっている。
課題
章ごとに提示される、王都から指示される課題。達成失敗でゲームオーバーとなるメイン課題と人口増加の恩恵が受けられるサブ課題がある。
課題にはそれぞれターンが設定されており、それまでに達成しないと失敗となる。現在の進行状況はパーセントで確認可能。
メイン課題は達成するとその時点で章が終了となり、即座に次の課題が提示される。課題の規定ターンは全体で何ターン目かが決まっており、早く終わらせればその分だけ次の課題達成までの猶予が延びる。
運営次第でどうあがいても達成不可になってしまうケースがあり、本作では軌道修正しづらいゲームバランスもあってゲームオーバーになっても周回ボーナスが発生するようになっている。ボーナスはメイン課題の達成回数に応じて増える。周回によって増加するのは収入・友好度・実績ポイントの3つ。また、周回しても戦闘アイテムの作成数は引き継がれる。
情報メニュー
従来の依頼に当たる「まちの声」の確認や素材を調合素材である源素を入手できる「還元」が実行できる。また、運営情報や研究内容、実績などの情報も確認できる。
まちの声は毎ターン平日パートでランダムで追加される他、訪問で受けたものもこちらに含まれる。訪問で受ける依頼は期限が短いので注意が必要。達成するとお金の他、依頼主の好感度も上昇する。王都からの依頼が発生する場合もあり、こちらは達成に時間がかかる代わりに報酬が多い。なお、条件を達成しただけでは完了とはならず、まちの声画面を開くことで完了して報酬を得られる。
本作では、イリスシリーズで登場した「源素」が多くの調合で必須となる。源素は採取でも少量獲得できるが、消費量にはとても追いつかない。そこで、アイテムを還元することで得られる大量の源素が必要となる。還元にはターンなどは必要がなく、素材によっては非常に多くの源素を獲得できるため、この還元に使う素材の確保も必要となる。調合済みのアイテムも還元可能。
また、還元画面では各アイテムの在庫とそのターンでの消費量および入手量が確認できるため、効率的な調合のためにも重要。アイテムの出入りはアイテム倉庫画面でも確認可能。
実績は収入や所持金、特定の技の使用回数、源素の入手量などでクリアとなり、実績ポイントが獲得できる。実績ポイントは消費することで後述する適正を強化できる。ただし、同一項目は1キャラにつき1回まで。
協力者
主人公の街おこしが始まると、歴代キャラクターが協力者としてやって来る。加入パターンはイベントを挟む場合と簡素な会話イベントだけの場合がある。主に錬金術士加入時が前者。錬金術士以外の加入は各登場作品の錬金術士が加入している状態でのランダム発生。
イングリドやノルディスなど、錬金術士ではあるが主人公格でない場合は調合を任せることができない（理由は様々）。
仲間として、錬金術によるアイテムの調合をはじめ、周辺の調査や素材の採取、店の運営と様々な事に力を貸してくれる。ただし、それには代金・賃金といった、それ相応の対価が必要。
各キャラには好感度が設定されており、調査への同行、ランダムイベントや依頼のクリア、訪問イベントによって上昇していき、一定量たまるとランクが上がる。また、貢献度ランキングトップになると上昇量にボーナスがかかる。
協力者には各作業に対する適正が存在しており、適切な仕事に割り振ることでその成果が上昇するようになっている。
本作では、HP以外のパラメータは数値化されておらずランクで表現される。適正や戦闘能力もレベルアップによってランクが上昇する。
協力者は基本的に主人公格の錬金術士のみが戦闘メンバーに参加させることができる。また、すべての主人公格が戦闘に参加できるわけではない。なお、ロジーは唯一釜を使わず特殊な器具と計算式で調合する新式錬金術であるためか、主人公格・錬金術士・戦闘参加可能であるが調合を依頼することができない。
なお、各錬金術士は多くが実験の失敗や遺跡の稼働によってそれぞれが生きる世界から作中世界に飛ばされてきた形になっており、何故大量の異世界転移者が発生しているかの解明も目的の一つとなる。ちなみに、各世界での転移発生後は作中世界との経路がつながりっぱなしになっているのか、旅の延長でやってくる人間が多い。
バトルシステム
タイムテーブルに沿って一人一人に攻撃・スキル・アイテムを選択して行動させる従来のアトリエ方式。
本作では最大5名編成での戦闘となる。MPやLPの概念はなく、スキルの発動には通常攻撃をすることで溜まるポイントを消費する必要がある。このポイントは、多いほど行動が回ってくるまでの時間が短くなる。最大値は器用さによって上昇する。
各作品のキャラはサポートメンバー固定であり、参戦させても行動は選択できない。概ね、各キャラに設定された3種類のアイテムを状況に応じて使用する。また、大量のポイントを消費することで、任意のタイミングで強力なアクションを実行させることもできる(行動順は無関係)。
アイテムの使用は行動選択可能なキャラ全員が可能。ただし、ネルケ以外は使用に必要なポイントが多い。また、何度使用しても消費しない代わりに、各アイテムは1回の調査で1度しか使えない。戦闘アイテムは作成数が増えることで効果が増していき、一定以上作ることで特殊効果が解禁する。参照されるのは作成数であり、売り払っても問題はない。また、研究によってより上位のアイテムを使用できるようになる。
行動するたびに、画面左下のゲージが上昇していく。マックスになった状態で△ボタンまたはXボタンを押すと一定時間パラメータが強化され、メンバー全員のスキルポイントが1つ増える。

## あらすじ
とある片田舎の村「ヴェストバルト」。この村には賢者の遺物「グランツヴァイトの樹」が眠っていると伝えられており、その樹の力で人々を救った偉人である賢者に憧れる少女ネルケ・フォン・ルシュタームは、父の辞令により村の担当管理官として、この村を発展させながら 「グランツヴァイトの樹」を探していた。
優秀な頭脳を持ちながら錬金術の才能に恵まれず、錬金術士になれなかったネルケは、村の発展には時間を要すると考えていた。ところが、様々な世界から「伝説の錬金術士」が続々と村を訪れ、彼らの力で村は驚異的な速度で発展していき、やがて街になる。ネルケはヴェストバルトをどこまで発展させられるのか、そしてグランツヴァイトの樹を見つけられるのだろうか――。

## 登場人物

### 本作オリジナルキャラクター
ネルケ・フォン・ルシュターム
声 - 本泉莉奈
本作の主人公。貴族の少女で、王都にある学院を首席で卒業した秀才。貴族は民の役に立つためにあると自負しており、身分の差を感じさせず発展のために精力的に動く。大きく口を開ける際、手で口元を隠すようなしぐさを見せる。
大好物はラム肉、嫌いなものは野菜。ラム肉は高級ラム肉の取り寄せを父におねだりする程。昔より大分野菜嫌いは治ったらしいが、それでもグリーンピースは絶対に食べられないと拒否している。
グランツヴァイトの賢者に憧れ、昔は錬金術士を目指していたが才能がなく、賢者の遺物を探しながら貴族として人々の役に立つ方法を模索し役人を志す。そんな時、賢者の遺物であるグランツヴァイトの樹に関する記録が発見され、役人としての務めと遺物発見と言う夢を両立させるべく、遺物が眠るとされるヴェストバルト村の担当管理官に着任する。
父親はネルケを王都から出したくなかったため、適正審査という名目で課題を与えて達成できなければ王都に帰る、という条件を出してできれば連れ戻そうと考えている。それにあたって、彼女が王都を出立してから早馬でネルケ到着前にヴェストバルト村に課題の件を伝達するというイカサマを使った。
幼いころ一緒にいた黒髪の「ソルト」という人物を探している。賢者の遺物を探しているのも、遺物によっておそらくは異世界へと転移してしまった彼を探し出すため。その為、異世界から来た錬金術士たちにその名前を知らないかよく訪ねている。
一時は錬金術士を志していた事もあって、遺物や錬金術についての知識は豊富で仕事の合間を縫っては錬金術士たちに会いに行って錬金術トークに花を咲かせたり、トラブルに巻き込まれたりしている。
子供の頃からおてんばでちょくちょく屋敷を抜け出したり、錬金術の練習で鍋を焦がしたり、王都の森に出かけたりして父や従者を困らせていた。今でもその行動力は健在で自ら採取に出かけたり、時には魔物退治までこなす。
ミスティとは幼馴染であり、子供の頃からよく遊んでいた。平民であるミスティと遊ぶことで周囲から冷たく当たられても変わらずミスティと接し続け、身分の差を越えた固い絆で結ばれている。
ミスティ・エルルート
声 - 関根明良
ネルケに仕えるメイド。家事スキルは勿論、護衛としての仕込みナイフを使った戦闘スキルにも優れている他、村の発展の仕事も支える秘書でもある。行動速度が速くサポート向け。
感情が表に出にくいクールな性格で、主人であるネルケにも正論を淡々と述べる為、彼女からは毒舌だと思われている。ただし、常にネルケの事を第一に考え忠誠心は極めて高い。
ヴェストバルトの隣村(と言っても距離がかなりあるが)であるアウスビル出身。メイドとしての教育もそこにある学校で受けた。その為、クノスとは知り合い。
ネルケとは幼馴染であり親友でもある。子供の頃からよく一緒に遊んでおり、平民と貴族が遊ぶ事を快く思わない周囲からの反発も気にせず、変わらないまま接してくれた事を今でも深く感謝している。
家が貧しくメイド学舎への進学費用が捻出できなかった時は、ネルケが父に頼み込んでミスティが学校へ行けるよう援助をした。
寝込んだネルケに薬を飲ませる、おかゆを食べさせる等の世話をする仕事をとられて本気で悔しがったり、ネルケの銅像を街に建てる事を提案したりするなどやや暴走気味な事も。
ロータス・マクレガー
声 - 成瀬誠
ネルケのお目付け役で、彼女とは旧知の仲。ネルケの父の部下であり、徴税官として働いていたがネルケが管理官としてヴェストバルトへ赴任するにあたって、心配したネルケの父が信頼できる部下を近くに置くため、課題の審査をする審査官兼護衛としてヴェストバルトに派遣した。
屋敷に笑い声が響き渡る程の常時ハイテンションで陽気な性格だが、陰に日向に精力的に動いており、ミスティに気付かれぬまま部屋に現れる等神出鬼没。体の所々には赤い傷跡が見える。
ネルケやミスティからはそのテンションと審査官としての冷徹な物言いから苦手意識を持たれているが、立場上表に出さないだけで本人はネルケを大事に思っている。また、発言内容も意図せず言ってしまっているらしく、後で悔やみこっそり裏からサポートする事にしていた。
傷跡は賢者の遺物にまつわる事件によって負ったものらしく、ネルケが遺物にかかわるのはあまり良しとしてはいない。ただし、積極的に止めたり邪魔したりはせず、危険が及ばないように陰ながらサポートするようにしている。普段の態度と内密で動いていることもあり、彼の行いが評価されることはあまりない。
調査・戦闘には参加するが、審査官の仕事があるので平日は仕事を割り振れない。

### ヴェストバルト村関連
クノス
声 - 辻井健吾
ヴェストバルト村の前村長の息子で、現村長。元々はハゲルの元で大工をしていた。前村長は楽隠居を決め込み、旅に出ているらしい。性格は穏やかだが、腕っぷしには自信があり戦闘の実力は確か。村長の立場を意識して、豪快さを強調した独特な話し方をする。
唐突に任されたことで戸惑いがちで自覚はないが、村長としての力量は本物であり、急成長を遂げる村において必要不可欠な力を持っている。
住民からの信頼は厚く、管理官であるネルケと村の連絡役であり住人の代表として村の発展に精を出す。
戦いらしい事をするのは村の近くで狩りをするくらいと語っているが戦闘スキルは非常に高く、攻撃力はトップクラス。
パメラ・イービス
声 - 谷井あすか
シリーズで恒例の女性。今回は行商をしている行商人として登場し、面白い事が起こりそうだからと村に拠点を構えて店を開く。
彼女の品ぞろえはクノス曰く何に使うかよく分からないが役立つものもたまーにある、ものらしいが本人は素敵なものを並べているつもりである。
なぜか他の世界のパメラでなければ知らないはずの情報を持っていて、全ての世界で共通のパメラの意識を持っているらしい事をほのめかす謎めいた存在。その理由は作中で判明する。
ハゲル・ボールドネス
声 - 立木文彦
シリーズで武器屋として登場している男性。外見はいつも通りであるが、本作では村在住の大工のまとめ役として登場。このハゲルはあくまでこの世界のハゲルであり、他の世界から来た錬金術士たちとは面識がない。その為、各作品の錬金術士からは違和感を抱かれている。
クノスの父親である前村長の友人で、冒険仲間。大工として生きるために冒険者を辞めた後は、クノス父が冒険中家に残されたクノスの面倒を見ていた。結婚していたが子供ができる前に妻と死別してしまったため、彼を息子のように思っている。
シリーズ共通の頭髪に関する話題への反応は健在。
妖精さん
声 - 生田善子
ザールブルグシリーズなどで登場していた妖精。ヴェストバルト村の近くに住んでおり、ヴェストバルト村が錬金術で拡大していったことで、人手が必要となると踏んで協力を申し出てくる。
昔はよく錬金術士の手伝いをしていたらしいが、ここ100年ほどは殆ど見かけられておらず半ば伝説の存在になっていて、ネルケ達は実在する事に驚いていた。ただ姿を見かけなかったのは単に手伝いをする錬金術士がいなかっただけであり、妖精さんたちは隠れているつもりはなかった様子。
ネルケは王都で見たことがなかったが、王都では研究主体である上にそもそも人手が十分なのであまり必要とされず、居たとしても少数なのでただの子供と思われていただけのようである。
なお、妖精さんがいるからと言ってザールブルグシリーズの派生世界という訳ではなく、イリスシリーズの「源素」や不思議シリーズで初登場した「ケモノ」タイプのモンスターが存在するなど、色々な要素が混ざった世界である（一方、マナは存在しないらしい）。

### 歴代キャラクター
詳細は各作品を参照の事。※はDLCによる追加キャラクター。
| 名前                                      | 声優           | 出典                                                 |
| ----------------------------------------- | -------------- | ---------------------------------------------------- |
| マリー / マルローネ                       | 池澤春菜       | マリーのアトリエ 〜ザールブルグの錬金術士〜          |
| エンデルク・ヤード                        | 小杉十郎太     | マリーのアトリエ 〜ザールブルグの錬金術士〜          |
| クライス・キュール                        | なし           | マリーのアトリエ 〜ザールブルグの錬金術士〜          |
| シア・ドナースターク                      | なし           | マリーのアトリエ 〜ザールブルグの錬金術士〜          |
| ミュー・セクスタンス                      | なし           | マリーのアトリエ 〜ザールブルグの錬金術士〜          |
| シュワルベ・ザッツ                        | なし           | マリーのアトリエ 〜ザールブルグの錬金術士〜          |
| イングリド                                | なし           | マリーのアトリエ 〜ザールブルグの錬金術士〜          |
| ディオ・シェンク                          | なし           | マリーのアトリエ 〜ザールブルグの錬金術士〜          |
| フレア・シェンク                          | なし           | マリーのアトリエ 〜ザールブルグの錬金術士〜          |
| ドルニエ                                  | なし           | マリーのアトリエ 〜ザールブルグの錬金術士〜          |
| 武器屋の親父 ※                            | なし           | マリーのアトリエ 〜ザールブルグの錬金術士〜          |
| エルフィール・トラウム                    | 長沢美樹       | エリーのアトリエ 〜ザールブルグの錬金術士2〜         |
| ルーウェン・フィルニール                  | なし           | エリーのアトリエ 〜ザールブルグの錬金術士2〜         |
| アイゼル・ワイマール                      | なし           | エリーのアトリエ 〜ザールブルグの錬金術士2〜         |
| ノルディス・フーバー                      | なし           | エリーのアトリエ 〜ザールブルグの錬金術士2〜         |
| ヘルミーナ                                | なし           | エリーのアトリエ 〜ザールブルグの錬金術士2〜         |
| ダグラス・マクレイン ※                    | なし           | エリーのアトリエ 〜ザールブルグの錬金術士2〜         |
| リリー                                    | 那須めぐみ     | リリーのアトリエ 〜ザールブルグの錬金術士3〜         |
| イングリド ※                              | なし           | リリーのアトリエ 〜ザールブルグの錬金術士3〜         |
| ゲルハルト ※                              | なし           | リリーのアトリエ 〜ザールブルグの錬金術士3〜         |
| ユーディット・フォルトーネ                | 神田理江       | ユーディーのアトリエ 〜グラムナートの錬金術士〜      |
| スフィア                                  | なし           | ユーディーのアトリエ 〜グラムナートの錬金術士〜      |
| ヘルミーナ ※                              | なし           | ユーディーのアトリエ 〜グラムナートの錬金術士〜      |
| パメラ ※                                  | なし           | ユーディーのアトリエ 〜グラムナートの錬金術士〜      |
| ヴィオラート・プラターネ                  | 下屋則子       | ヴィオラートのアトリエ 〜グラムナートの錬金術士2〜   |
| バルトロメウス・プラターネ                | 金丸淳一       | ヴィオラートのアトリエ 〜グラムナートの錬金術士2〜   |
| ラピス                                    | なし           | ヴィオラートのアトリエ 〜グラムナートの錬金術士2〜   |
| ナナミ・シュミット                        | なし           | ヴィオラートのアトリエ 〜グラムナートの錬金術士2〜   |
| クレイン・キースリンク                    | 柿原徹也       | イリスのアトリエ エターナルマナ                      |
| リイタ・ブランシモン                      | 西村ちなみ     | イリスのアトリエ エターナルマナ                      |
| ノルン                                    | やなせなつみ   | イリスのアトリエ エターナルマナ                      |
| アーリン ※                                | なし           | イリスのアトリエ エターナルマナ                      |
| ビオラ ※                                  | なし           | イリスのアトリエ エターナルマナ                      |
| パメラ ※                                  | なし           | イリスのアトリエ エターナルマナ                      |
| フェルト・ブランシモン                    | 羽多野渉       | イリスのアトリエ エターナルマナ2                     |
| ヴィーゼ・ブランシモン                    | 倖月美和       | イリスのアトリエ エターナルマナ2                     |
| フィー ※                                  | なし           | イリスのアトリエ エターナルマナ2                     |
| ハゲル ※                                  | なし           | イリスのアトリエ エターナルマナ2                     |
| エッジ・ヴァンハイト                      | 佐々木望       | イリスのアトリエ グランファンタズム                  |
| イリス・フォルトナー                      | 原紗友里       | イリスのアトリエ グランファンタズム                  |
| ネル・エルエス                            | なし           | イリスのアトリエ グランファンタズム                  |
| アナストラ・セルヴァティカ                | なし           | イリスのアトリエ グランファンタズム                  |
| フェニル・ニート                          | なし           | イリスのアトリエ グランファンタズム                  |
| ハゲル ※                                  | なし           | イリスのアトリエ グランファンタズム                  |
| パメラ ※                                  | なし           | イリスのアトリエ グランファンタズム                  |
| リーズ / リゼット・ランデル ※             | なし           | リーズのアトリエ 〜オルドールの錬金術士〜            |
| アニー・アイレンベルク ※                  | なし           | アニーのアトリエ 〜セラ島の錬金術士〜                |
| リーナ・アルテリア ※                      | なし           | リーナのアトリエ 〜シュトラールの錬金術士〜          |
| ヴェイン・アウレオルス                    | 石田彰         | マナケミア 〜学園の錬金術士たち〜                    |
| フィロメール・アルトゥング                | なし           | マナケミア 〜学園の錬金術士たち〜                    |
| グンナル・ダム                            | なし           | マナケミア 〜学園の錬金術士たち〜                    |
| ロクシス・ローゼンクライツ                | なし           | マナケミア 〜学園の錬金術士たち〜                    |
| アンナ・レムリ                            | なし           | マナケミア 〜学園の錬金術士たち〜                    |
| ティティルミミニケメレ                    | なし           | マナケミア 〜学園の錬金術士たち〜                    |
| ムーペ・オクタヴィア・ヴォンドラチェク8世 | なし           | マナケミア 〜学園の錬金術士たち〜                    |
| イゾルデ・シェリング                      | なし           | マナケミア 〜学園の錬金術士たち〜                    |
| パメラ ※                                  | なし           | マナケミア 〜学園の錬金術士たち〜                    |
| ロゼリュクス・マイツェン                  | 小野大輔       | マナケミア2 〜おちた学園と錬金術士たち〜             |
| ウルリカ・ミューベリ                      | 川澄綾子       | マナケミア2 〜おちた学園と錬金術士たち〜             |
| うりゅ                                    | あきやまかおる | マナケミア2 〜おちた学園と錬金術士たち〜             |
| ペペロンチーノ                            | 小杉十郎太     | マナケミア2 〜おちた学園と錬金術士たち〜             |
| リリアーヌ・ヴェーレンドルフ              | なし           | マナケミア2 〜おちた学園と錬金術士たち〜             |
| ウィム                                    | なし           | マナケミア2 〜おちた学園と錬金術士たち〜             |
| ロロナ / ロロライナ・フリクセル           | 門脇舞以       | ロロナのアトリエ 〜アーランドの錬金術士〜            |
| ステルク / ステルケンブルク・クラナッハ   | 小杉十郎太     | ロロナのアトリエ 〜アーランドの錬金術士〜            |
| クーデリア・フォン・フォイエルバッハ      | なし           | ロロナのアトリエ 〜アーランドの錬金術士〜            |
| リオネラ・エインセ                        | なし           | ロロナのアトリエ 〜アーランドの錬金術士〜            |
| イクセル・ヤーン                          | なし           | ロロナのアトリエ 〜アーランドの錬金術士〜            |
| ジオ                                      | なし           | ロロナのアトリエ 〜アーランドの錬金術士〜            |
| ティファナ・ヒルデブランド                | なし           | ロロナのアトリエ 〜アーランドの錬金術士〜            |
| エスティ・エアハルト                      | なし           | ロロナのアトリエ 〜アーランドの錬金術士〜            |
| ハゲル ※                                  | なし           | ロロナのアトリエ 〜アーランドの錬金術士〜            |
| トトリ / トトゥーリア・ヘルモルト         | 名塚佳織       | トトリのアトリエ 〜アーランドの錬金術士2〜           |
| ジーノ・クナーブ                          | なし           | トトリのアトリエ 〜アーランドの錬金術士2〜           |
| メルヴィア・ジーベル                      | なし           | トトリのアトリエ 〜アーランドの錬金術士2〜           |
| ミミ・ウリエ・フォン・シュヴァルツラング  | なし           | トトリのアトリエ 〜アーランドの錬金術士2〜           |
| マーク・マクブライン                      | なし           | トトリのアトリエ 〜アーランドの錬金術士2〜           |
| ツェツィーリア・ヘルモルト                | なし           | トトリのアトリエ 〜アーランドの錬金術士2〜           |
| ゲラルド・コーネフ                        | なし           | トトリのアトリエ 〜アーランドの錬金術士2〜           |
| ちむ（男・女）                            | なし           | トトリのアトリエ 〜アーランドの錬金術士2〜           |
| ピアニャ                                  | なし           | トトリのアトリエ 〜アーランドの錬金術士2〜           |
| パメラ ※                                  | なし           | トトリのアトリエ 〜アーランドの錬金術士2〜           |
| メルル / メルルリンス・レーデ・アールズ   | 明坂聡美       | メルルのアトリエ 〜アーランドの錬金術士3〜           |
| ケイナ・スウェーヤ                        | なし           | メルルのアトリエ 〜アーランドの錬金術士3〜           |
| ルーフェス・フォールケン                  | なし           | メルルのアトリエ 〜アーランドの錬金術士3〜           |
| フィリー・エアハルト                      | なし           | メルルのアトリエ 〜アーランドの錬金術士3〜           |
| アーシャ・アルトゥール                    | 井上麻里奈     | アーシャのアトリエ 〜黄昏の大地の錬金術士〜          |
| ニオ・アルトゥール                        | なし           | アーシャのアトリエ 〜黄昏の大地の錬金術士〜          |
| キースグリフ・ヘーゼルダイン              | なし           | アーシャのアトリエ 〜黄昏の大地の錬金術士〜          |
| ユーリス・グルンデン                      | なし           | アーシャのアトリエ 〜黄昏の大地の錬金術士〜          |
| オディーリア                              | なし           | アーシャのアトリエ 〜黄昏の大地の錬金術士〜          |
| ハリー・オルソン                          | なし           | アーシャのアトリエ 〜黄昏の大地の錬金術士〜          |
| メリエッタ・ミューア                      | なし           | アーシャのアトリエ 〜黄昏の大地の錬金術士〜          |
| アーニー・リトルトン                      | なし           | アーシャのアトリエ 〜黄昏の大地の錬金術士〜          |
| ナナカ・グルンデン                        | なし           | アーシャのアトリエ 〜黄昏の大地の錬金術士〜          |
| エスカ・メーリエ                          | 村川梨衣       | エスカ&ロジーのアトリエ 〜黄昏の空の錬金術士〜       |
| ロジー / ロジックス・フィクサリオ         | 石川界人       | エスカ&ロジーのアトリエ 〜黄昏の空の錬金術士〜       |
| アウィン・サイドレット                    | なし           | エスカ&ロジーのアトリエ 〜黄昏の空の錬金術士〜       |
| レイファー・ラックベリー                  | なし           | エスカ&ロジーのアトリエ 〜黄昏の空の錬金術士〜       |
| カトラ・ラーチカ                          | なし           | エスカ&ロジーのアトリエ 〜黄昏の空の錬金術士〜       |
| リンカ                                    | なし           | エスカ&ロジーのアトリエ 〜黄昏の空の錬金術士〜       |
| マリオン・クィン                          | なし           | エスカ&ロジーのアトリエ 〜黄昏の空の錬金術士〜       |
| シャルロッテ・エルミナス                  | 上坂すみれ     | シャリーのアトリエ 〜黄昏の海の錬金術士〜            |
| シャリステラ                              | 小岩井ことり   | シャリーのアトリエ 〜黄昏の海の錬金術士〜            |
| ウィルベル・フォル=エルスリート           | なし           | シャリーのアトリエ 〜黄昏の海の錬金術士〜            |
| ユリエ・クロッツェ                        | なし           | シャリーのアトリエ 〜黄昏の海の錬金術士〜            |
| ミルカ・クロッツェ                        | なし           | シャリーのアトリエ 〜黄昏の海の錬金術士〜            |
| ローゼミア                                | なし           | シャリーのアトリエ 〜黄昏の海の錬金術士〜            |
| ソフィー・ノイエンミュラー                | 相坂優歌       | ソフィーのアトリエ 〜不思議な本の錬金術士〜          |
| プラフタ                                  | なし           | ソフィーのアトリエ 〜不思議な本の錬金術士〜          |
| モニカ・エルメンライヒ                    | なし           | ソフィーのアトリエ 〜不思議な本の錬金術士〜          |
| フリッツ・ワイスベルク                    | なし           | ソフィーのアトリエ 〜不思議な本の錬金術士〜          |
| コルネリア                                | なし           | ソフィーのアトリエ 〜不思議な本の錬金術士〜          |
| レオン                                    | なし           | ソフィーのアトリエ 〜不思議な本の錬金術士〜          |
| テス・ハイツマン                          | なし           | ソフィーのアトリエ 〜不思議な本の錬金術士〜          |
| パメラ ※                                  | なし           | ソフィーのアトリエ 〜不思議な本の錬金術士〜          |
| フィリス・ミストルート                    | 本渡楓         | フィリスのアトリエ 〜不思議な旅の錬金術士〜          |
| オスカー・ベールマー                      | なし           | フィリスのアトリエ 〜不思議な旅の錬金術士〜          |
| リアーネ・ミストルート                    | なし           | フィリスのアトリエ 〜不思議な旅の錬金術士〜          |
| イルメリア・フォン・ラインウェバー        | なし           | フィリスのアトリエ 〜不思議な旅の錬金術士〜          |
| ドロッセル・ワイスベルク                  | なし           | フィリスのアトリエ 〜不思議な旅の錬金術士〜          |
| レヴィ・ベルガー                          | なし           | フィリスのアトリエ 〜不思議な旅の錬金術士〜          |
| アングリフ・ダールマン                    | なし           | フィリスのアトリエ 〜不思議な旅の錬金術士〜          |
| リディー・マーレン                        | 長縄まりあ     | リディー&スールのアトリエ 〜不思議な絵画の錬金術士〜 |
| スール・マーレン                          | 赤尾ひかる     | リディー&スールのアトリエ 〜不思議な絵画の錬金術士〜 |
| ルーシャ・ヴォルテール                    | なし           | リディー&スールのアトリエ 〜不思議な絵画の錬金術士〜 |
| ガストちゃん ※                            | なし           | ガストイメージキャラクター                           |

## 余談
各地区の名前は、本作を含めたシリーズ名を元にしている。具体的には、ノイボーデン（ドイツ語で「新たな大地」）、ラブルグス（「ザールブルグ」のもじり）、ラムートグナ（「グラムナート」のアナグラム）、アリステミス（ミステリアスのアナグラム＝「不思議」）、アオフガーベ（ドイツ語で使命＝ファミリネームの名前の意味が運命である「イリス」）、マナヒミー（「マナケミア」のもじり）、ランダール（「アーランド」のスペルのアナグラム）、アーベント（ドイツ語で夕暮れ＝「黄昏」）、となっている。

## 主題歌
アバンタイトルテーマ
「Alchemia」
作詞 - 青木香苗 / 作曲・編曲 - 阿知波大輔 / 歌 - 中恵光城

エンディングテーマ
「Birth」
作詞・作曲・編曲 - 柳川和樹 / 歌 - 霜月はるか